# Période de la céramique Jeulmun
Sauf précision contraire, les dates de cet article sont sous-entendues « avant l'ère commune » (AEC), c'est-à-dire « avant Jésus-Christ ».

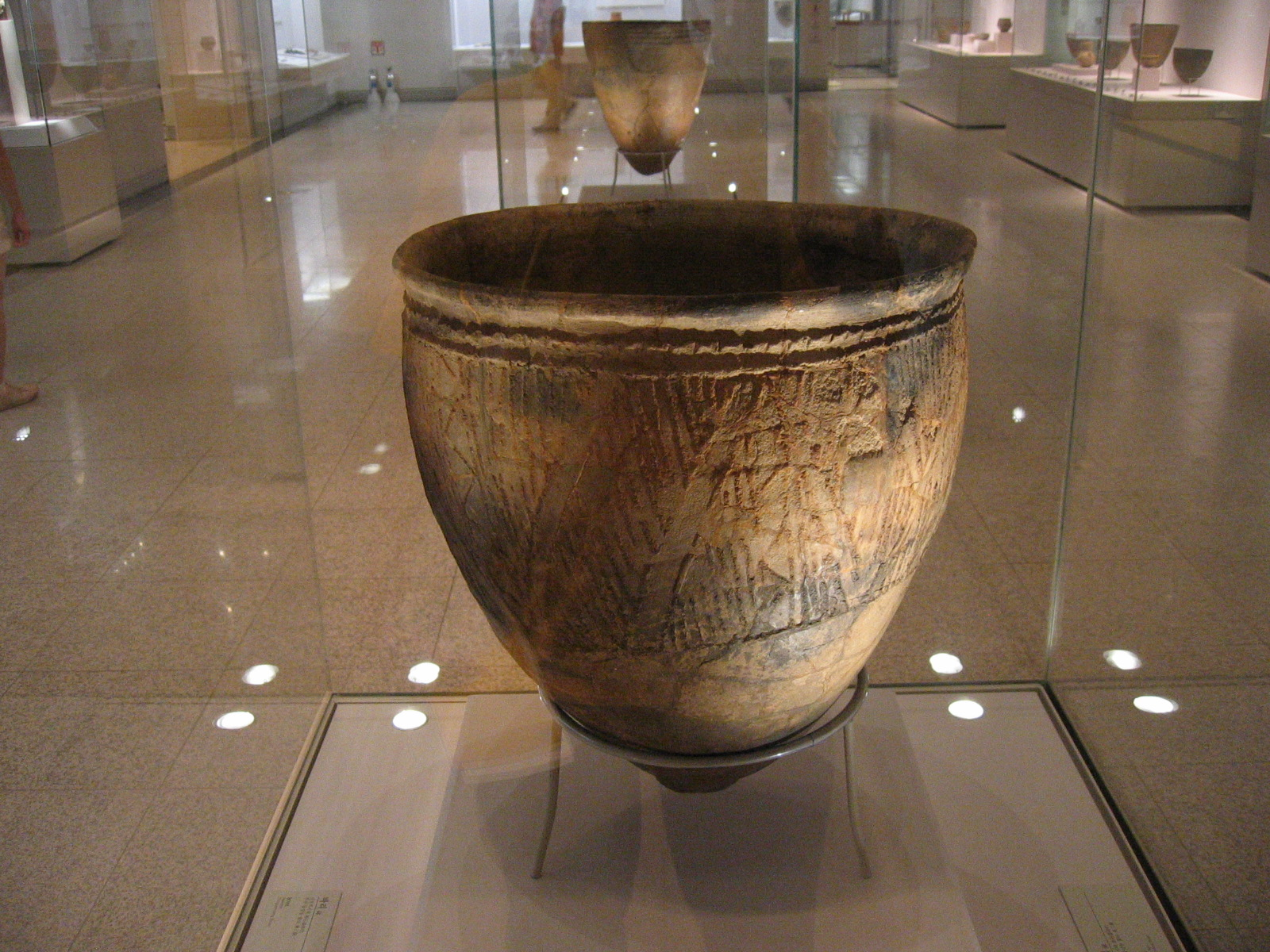
Vase. Terre cuite. Décor en relief appliqué. Jeulmun (Chŭlmun), phase 2 (5000-4000). Découvert à Pusan, côte Sud-est. Musée national de Corée.

La période de la céramique Jeulmun, d'après la romanisation révisée (en coréen : 즐문, Chŭlmun d'après la romanisation McCune-Reischauer :  « poterie au peigne », 즐문토기 : « période Jeulmun ») est une période s'étendant approximativement de 8000 à 1500 avant notre ère. Cette période couvre la période de la Préhistoire de la Corée qui correspond au Mésolithique et au Néolithique (8000 - 1500). 
Comme la Chine et le Japon, la Corée est une des plus anciennes régions à avoir fabriqué des récipients en céramique. Elle est ainsi parfois considérée comme étant la période du Néolithique coréen, mais elle diffère cependant de l'acception usuelle du Néolithique par l'absence d'une agriculture quelque peu intensive, car l'alimentation reste très largement basée sur la pêche, la chasse et la collecte de coquillages et de noix en particulier. Cependant la culture du millet est attestée sur plusieurs sites : le millet des oiseaux (setaria italica), entre autres, constitue un apport alimentaire très secondaire. 
Le début de cette période est marqué par l'élévation du niveau de la mer causée par la fin de la dernière période glaciaire : de -8000 à -4000, la mer monte de 30 mètres pour atteindre son niveau actuel et finit de faire de la Corée une péninsule, un phénomène qui a particulièrement touché les zones de plaine de la mer Jaune et du détroit de Corée. Les établissements côtiers ont donc été progressivement noyés, au fur et à mesure de la montée des eaux.
Cette période est suivie par la période de la céramique Mumun (1500 - 300).

## La culture Jeulmun et son étude actuelle
Il existe, en 2015, 871 sites Jeulmun (entre 8000 et 1500 avant notre ère) sur l'ensemble de la péninsule, dont 222 qui ont été fouillés, soit 148 en Corée du Nord (120 000 km2) et 723 en Corée du Sud (100 000 km2). Cette différence reflète probablement l'inégalité dans le nombre de recherches entre les États.
Les sites fouillés se répartissent en trois catégories : les amas coquilliers avec groupes de foyers, les structures de pierres empilées et/ou semi-enterrées, enfin les installations à habitations semi-enterrées. De nombreux sites ont été découverts sur des amas coquilliers, ce qui pose un problème. Car quelques-uns sont considérés soit comme des lieux de résidence saisonnière, soit comme des lieux de résidence permanente, bien que très peu d'entre eux soient associés à des habitations semi-enterrées.
Sur la longue durée de cette période la population s'est accrue, mais les habitats groupés sont restés de très petite taille (souvent, entre une et cinq habitations) à part quelques, très rares, gros villages – entre 24 et 66 habitations, pour la phase 3, période de développement maximal. Il n'est pas exclu que ces gros villages soient le résultat d'un regroupement de populations de manière saisonnière ou périodique, pour des rituels, des fêtes et des compétitions.
À aucun moment on ne distingue de signe de différenciation sociale verticale, de hiérarchie. Par contre, au cours de la phase de développement de la céramique dite « au peigne » (4000- 3000) on peut percevoir certaines différences sociales « horizontales », dans les habitations. Mais il pourrait s'agir de lieux de regroupement par genre, ou occasionnel / saisonnier. À la différence des représentations admises jusqu'en 2012, on ne constate pas l'émergence d'une quelconque élite entre 2500 et 1500. Au contraire, la population ne cesse de décroitre alors que, dans le même temps, disparait tout signe de différenciation sociale. L'âge du bronze n'apparaît donc plus comme la suite logique de la période Jeulmun.
Par ailleurs, concernant une région située au Nord de la péninsule, une étude portant sur un site en Chine du Nord-est, sur la rivière Nen, à proximité de sa confluence avec la rivière Songhua, avant 6000 AEC, montre les témoins des premiers villages néolithiques en Chine du Nord-est. Cette étude révèle une population très dépendante de la chasse, dans un environnement végétal aux faibles ressources naturelles. La culture porte alors sur deux variétés de millet domestiquées (millet commun et « millet des oiseaux »), et sur des plantes en cours de domestication, telles que le soja. On rencontre plus souvent que les millets, les chénopodes qui s'adaptent aux zones cultivées, et les carex ou laîches, utiles pour les nattes et la vannerie.

## Chronologie
La céramique Jeulmun, proprement dite, c'est-à-dire « au peigne », se répand et domine toutes celles qui l'ont précédé vers 3500. Sa présence, sur tout le territoire, a permis de nommer cette période ancienne, mais la production de céramique ne se limite pas, tant s'en faut, à la seule céramique « au peigne ». Les chronologies traditionnelles s'appuient sur ces différentes productions de céramique, mais pose un problème. Ainsi la « période Chŭlmun moyen » peut se référer à des séquences temporelles différentes, comme 4500-3500, 4000-3000 ou 3500-3000, selon les chercheurs et selon les régions considérées. Or, sur cette très longue durée il est nécessaire de distinguer plusieurs phases qui puissent permettre une approche plus aisée. Une étude d'anthropologie portant sur l'habitat et publiée en 2015, permet de réviser les idées anciennement admises. La chronologie de cette étude, fondée sur des datations par le carbone 14 (et non sur des types de céramiques) et y est distribuée ainsi en cinq phases.

### Mésolithique et Phase 1: 8000-5000 avant notre ère

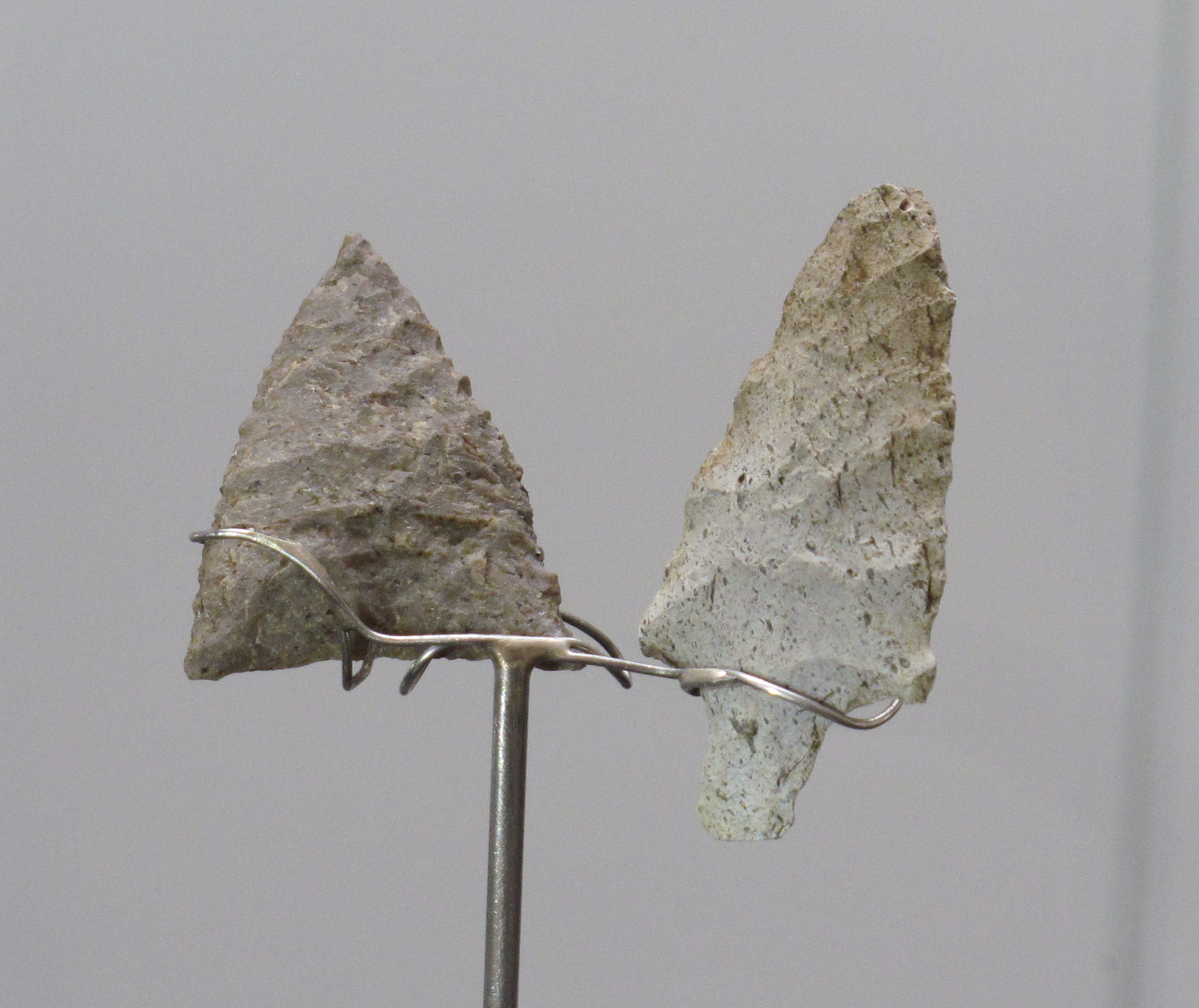
Pointes de flèches, avec et sans pédoncule, H env 2 cm. Site de Gosan-ri. Mésolithique. Collection du Musée National de Jeju. Probablement obtenues par pression.

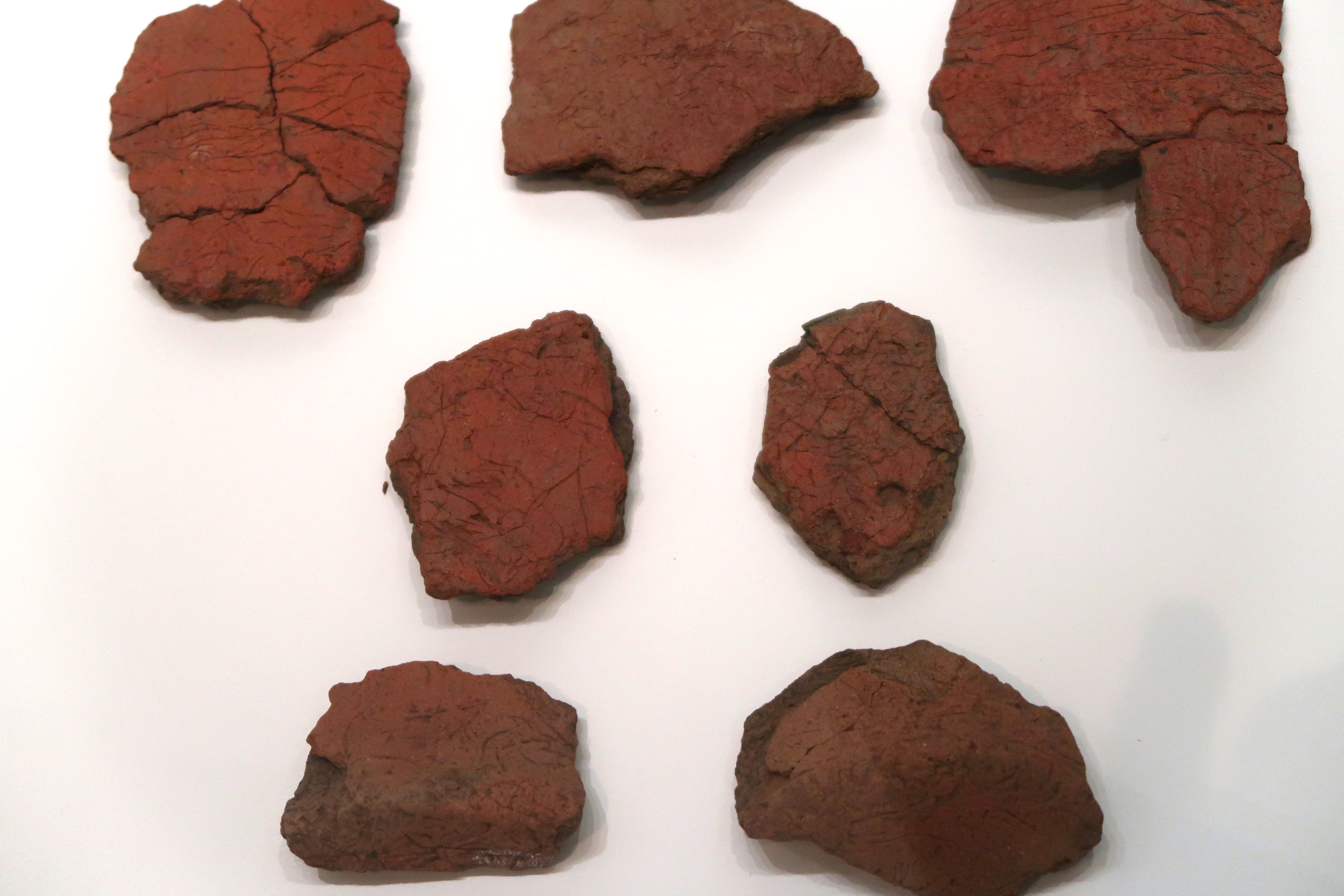
Mésolithique : céramiques Jeulmun archaïques. Site de Gosan-ri: Jeju, fouille 2008. Musée national de Corée

Les plus anciens restes de poteries seraient âgés de presque 10 000 AEC, et de plus de 7000 AEC. Ces céramiques Jeulmun archaïques, de type Mumun-yang (sans décor et archaïques), les plus anciennes de Corée en 2015, ont été découvertes sur le site de Gosan-ri [ou Kosan-ri] , sur l'ile de Jeju dans le contexte de microlithes, qui indiquent une culture de la fin du Paléolithique. Les 10 habitations sont semi-enterrées. Ces poteries ont été découvertes aussi sur le site d'Osan-ri et enfin sur celui de Ojin-ri. Elles ne portent aucun décor, plates et reposent sur un fond plat comme pour cuire des galettes. Ces sites contiennent aussi des poteries de la phase suivante, de type Yunggimun (à décor en relief).
Le site de Gosan-ri a été occupé vers 8000 ans avant notre ère et ensuite, au cours de plusieurs phases, jusqu'en 4000, tout comme le site de Munam-ri. Sur celui d'Osan-ri la plupart des 17 habitations appartiennent aux phases 2 et 3 (5000-3000), une seule appartient à la phase 1. Le site d'Ojin-ri est un abri sous roche.
Les plus anciens résidus organiques déposés sur des fragments de poterie en Corée ont permis leur analyse. Il s'agit de l'amas coquillier de Sejuk  (7,7 – 6,8 ka cal AP) sur la côte Sud-est et le site de Jukbyeon-ri (7,9 – 6,9 ka cal AP) sur la côte est de la péninsule coréenne. Ces analyses montrent que les poteries servaient à préparer des aliments d'origine marine, peut-être, semble-t-il, en partie pour en extraire de l'huile afin de s'en servir pour  conserver des aliments. Les premières poteries en Corée sont assez semblables à celles qui ont été réalisées par d'autres chasseurs-cueilleurs, que ce soit au Japon, en Europe du Nord ou en Amérique du Nord.

### Phase 2: 5000-4000

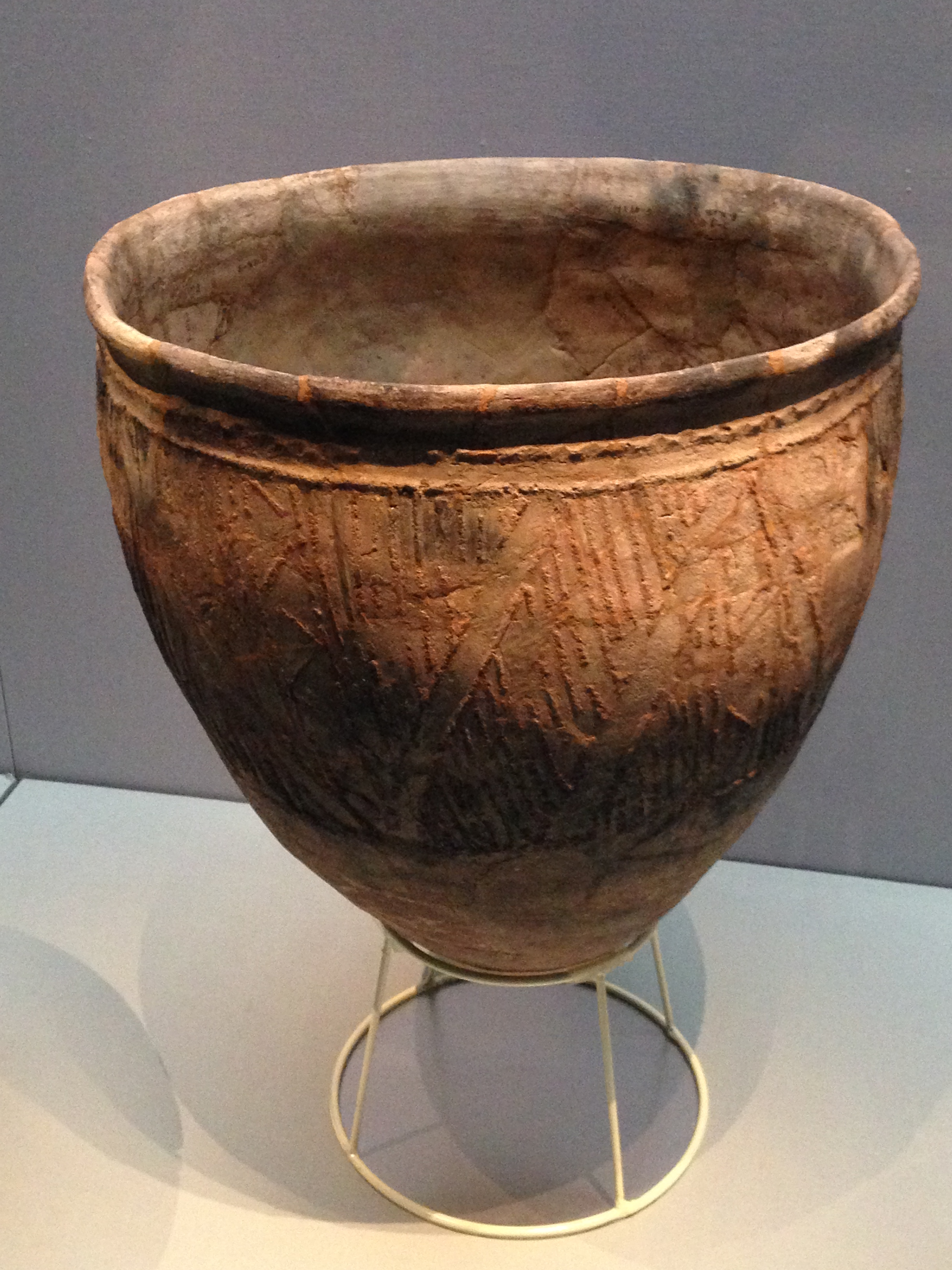
Vase. Terre cuite. Décor appliqué. 5000-4000. Sur un site de Busan, côte Sud-est. Musée national de Corée

La céramique qui porte un décor en relief appliqué ((en): raised-design pottery) est connue sous le nom de Yunggimun. Elle provient de la côte Est et du Sud de la péninsule. Ce sont les sites d'Osan-ri (d'où le type dit « Osan-ri »  [ou Kosan-ni] ), Munam-ri (Goseong-gun, Gangwon-do), Dongsam-dong (en face de Busan) et Song-do (Yeosu). Cette céramique est essentiellement constituée de bols à fond plat, décorés de motifs en reliefs appliqués, repoussés et pincéset rappellent, sur ce point, les poteries de la période Jōmon du Japon ancien. Mais le site d'Osan-ri de cette période contient un autre type de céramique à fond plat : décoré sur la lèvre par des frises de petits points, poinçonnés ou estampés (styles Apinmun et Jadolmun).
Les habitats de la phase 2, correspondant aux sites d'Osan-ri, Munam-ri, Song-do et Tongsam-do sont de petits groupements utilisés de manière intermittente. Le plus important, Osan-ri, comporte 17 habitations dont 13 peuvent appartenir à cette phase. Cette phase est caractérisée par de petits villages semi-permanents situés près du littoral de la Corée du Sud : au Nord-est pour Munam-ri et Osan-ri, au Sud pour Tongsam-dong ( Ubong-ri sur la côte d'Ulsan )  et Song-do. L'habitat serait constitué de huttes rondes semi-enterrées recouvertes par un toit de branchages et correspondant à quatre ou cinq personnes. La chasse et la pêche sont pratiquées et les fruits de mer sont aussi exploités. Du riz phytolithe datant de –4300 a été retrouvé dans des céramiques, mais sans que l'on puisse en déduire quoi que ce soit.
- La vie sur un site de bord de mer : l'amas coquillier de l'île de Sangnodae, (au large de Tongyeong, au sud de Jinju, côte Sud) :

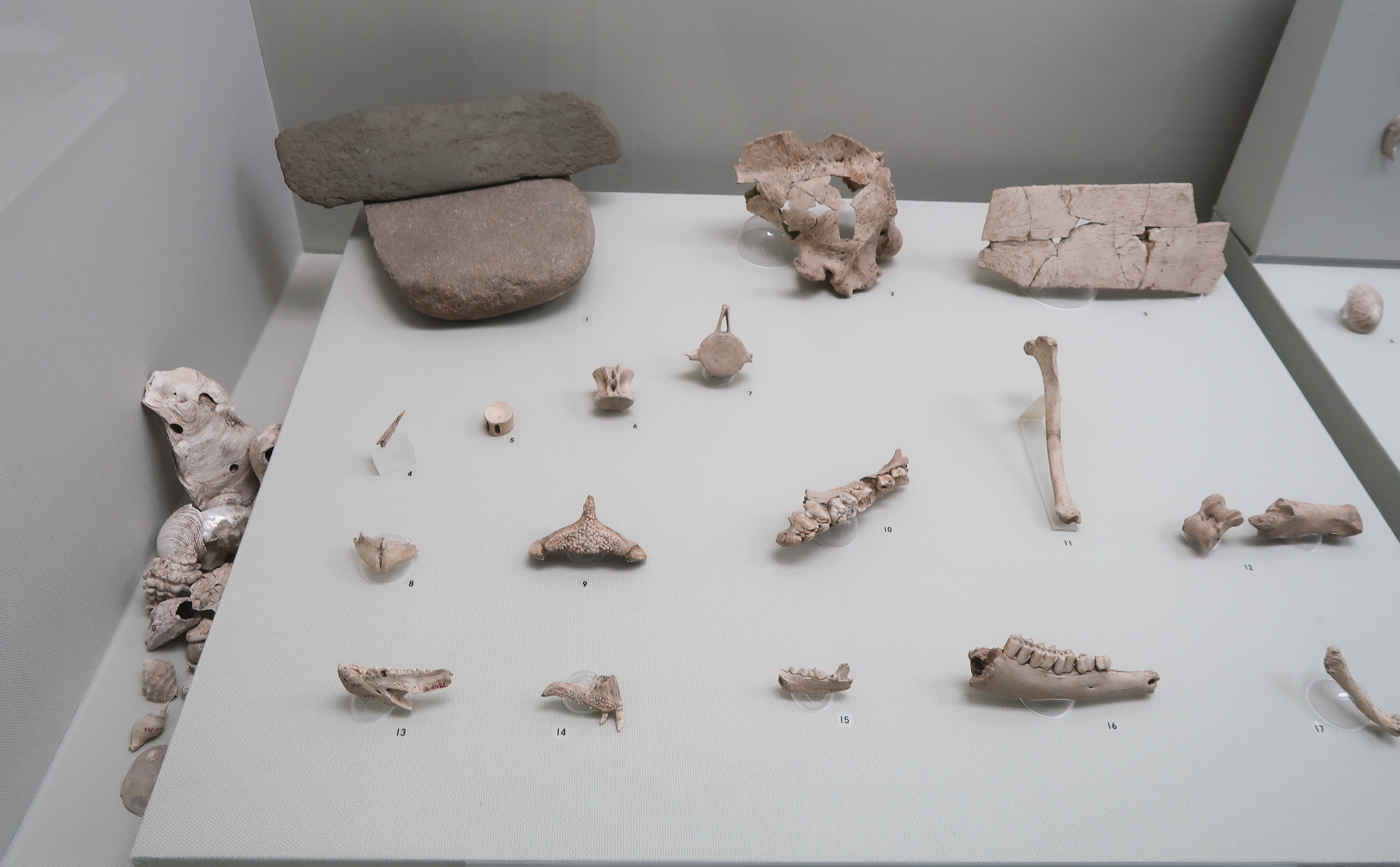
Meule et animaux chassés ou pêchés. Musée de l'Université Yonsei.
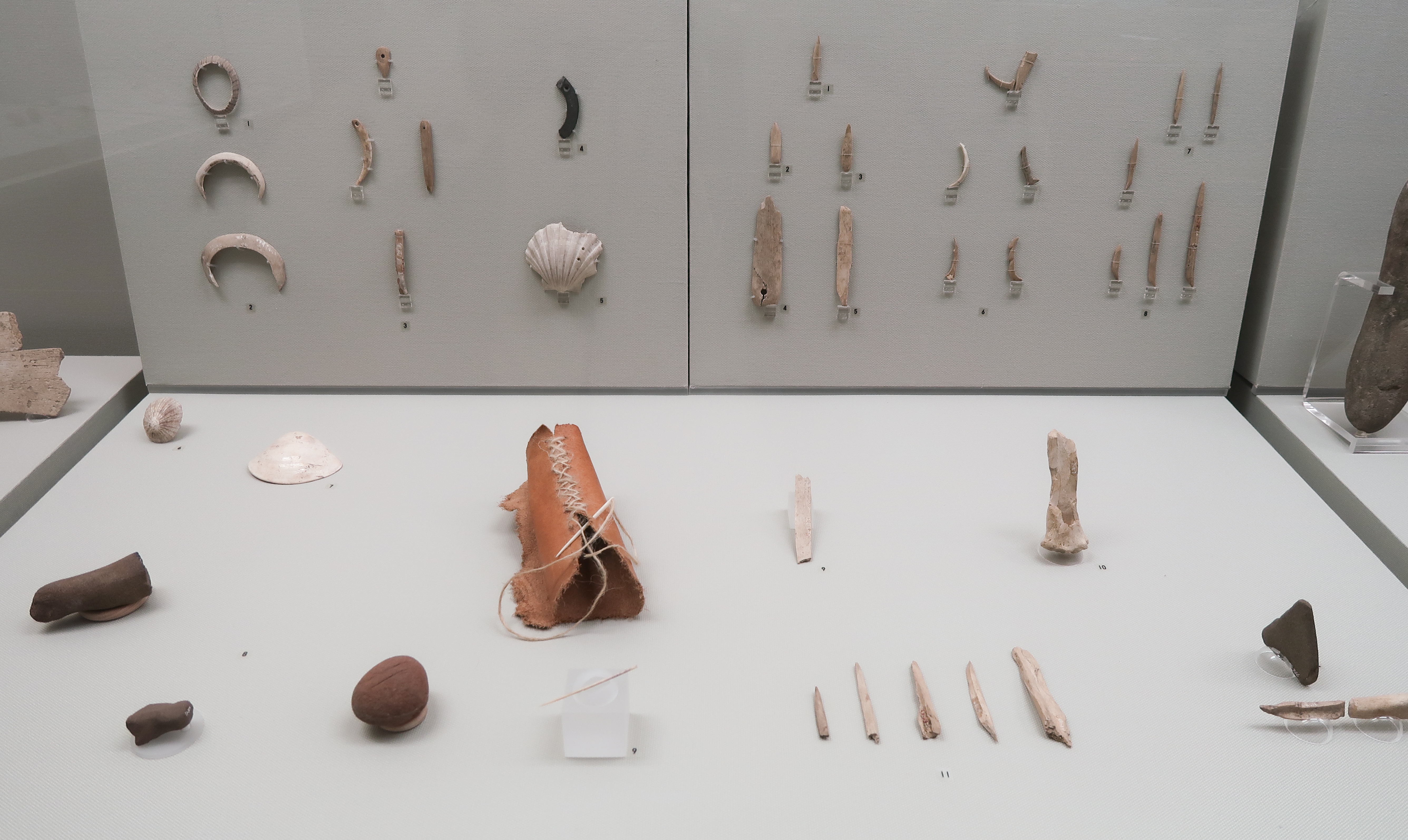
Ornements (dont : bracelets de coquillage), et pierre à aiguiser
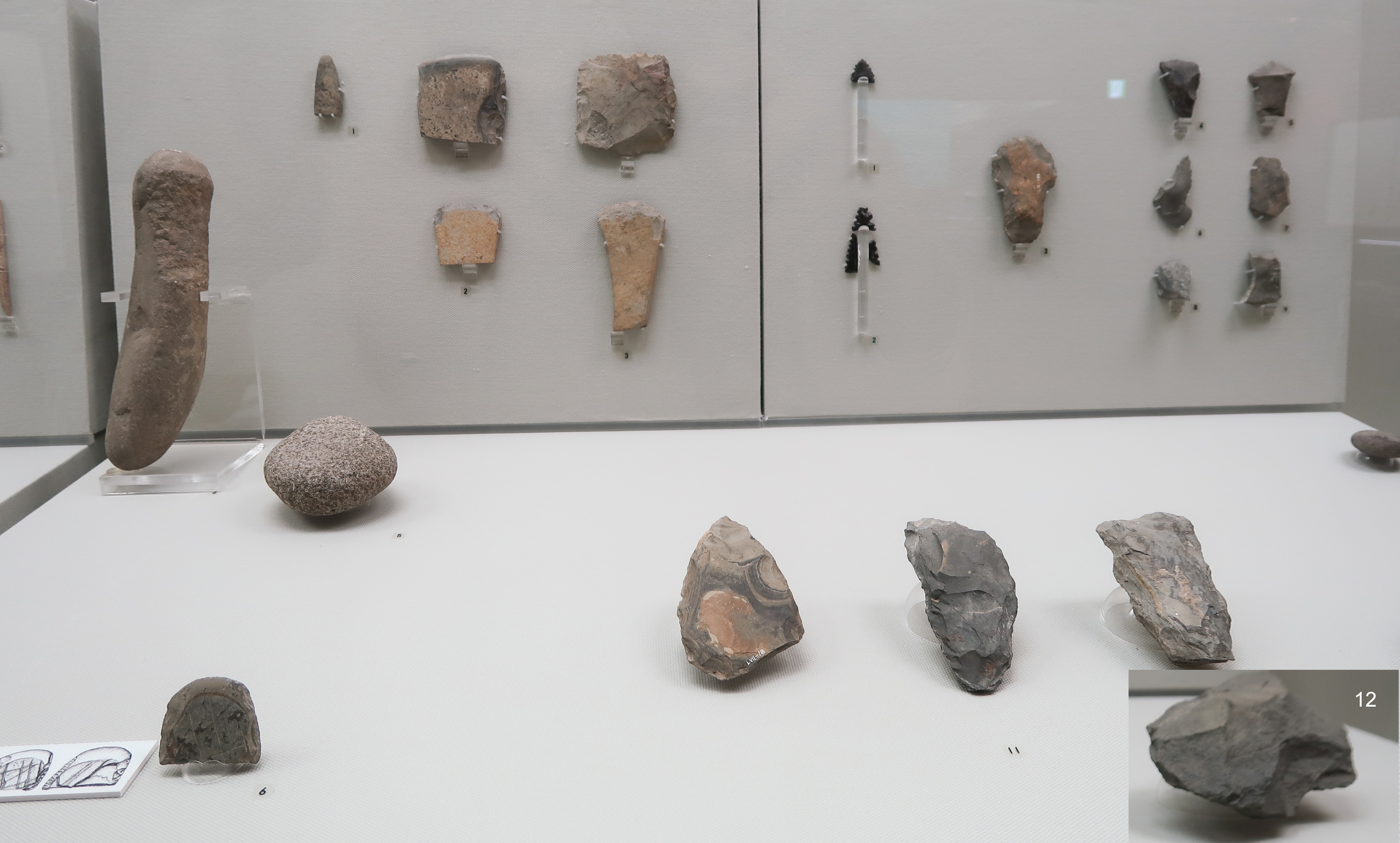
Pierres polies, taillées (dont une houe) et outils de pêche (harpon composite)
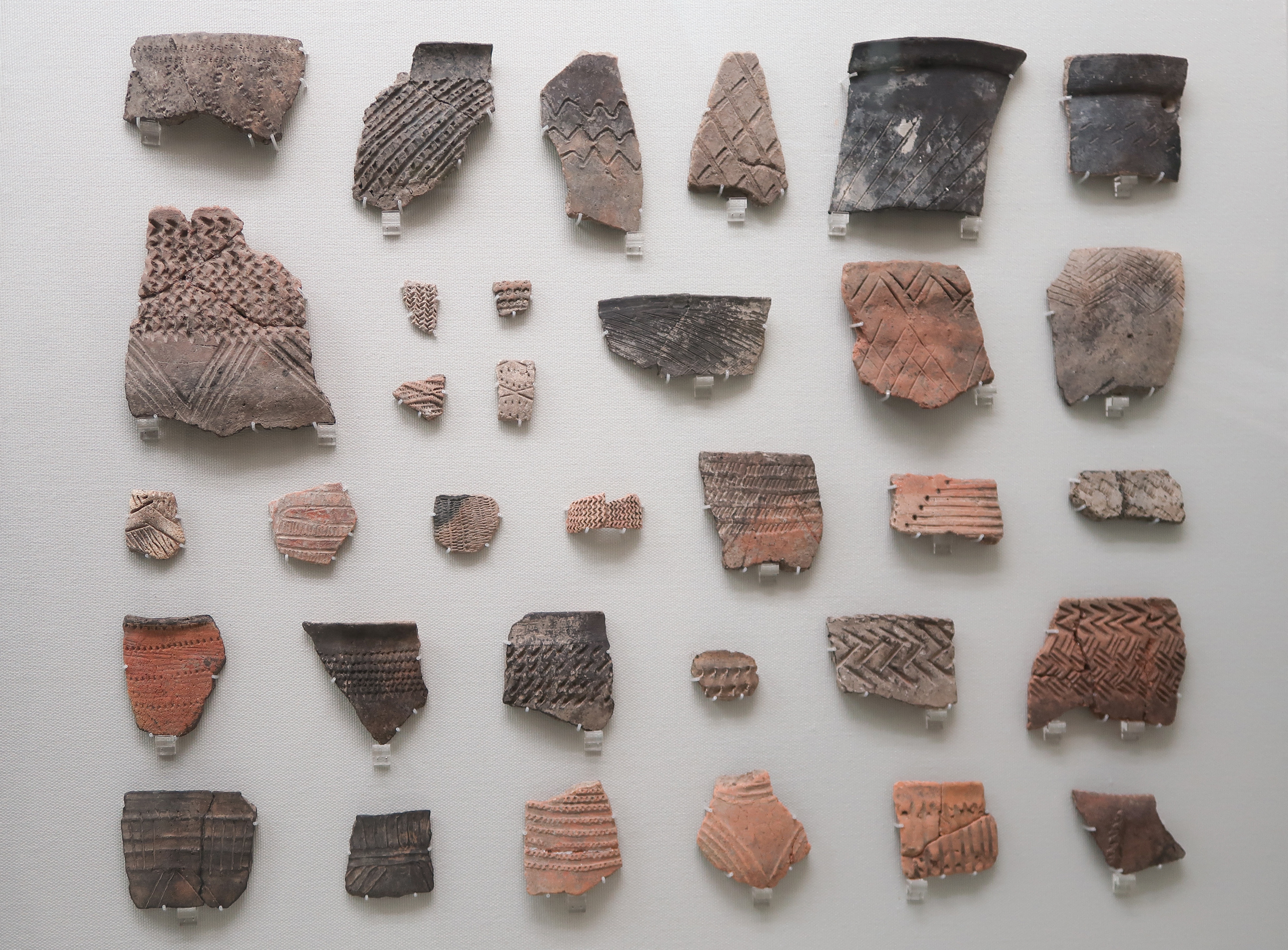
Diversité: motifs et pratiques décoratives. Céramique à motifs estampés ou gravés

Il est remarquable que certaines pratiques comme les bracelets de coquillage, des coquillages transformés en masques et les harpons composites se retrouvent bien plus au Sud : bracelets de la chaîne d'îles volcaniques des Ryukyu, harpons composites du Jomon Final - Yayoi Initial au nord-ouest de Kyushu, alors qu'on en trouve, correspondant au Néolithique coréen, au Sud-est de la Corée et dans le Détroit de Corée. Ceci tendrait à prouver des échanges entre ces populations, pendant cette période.

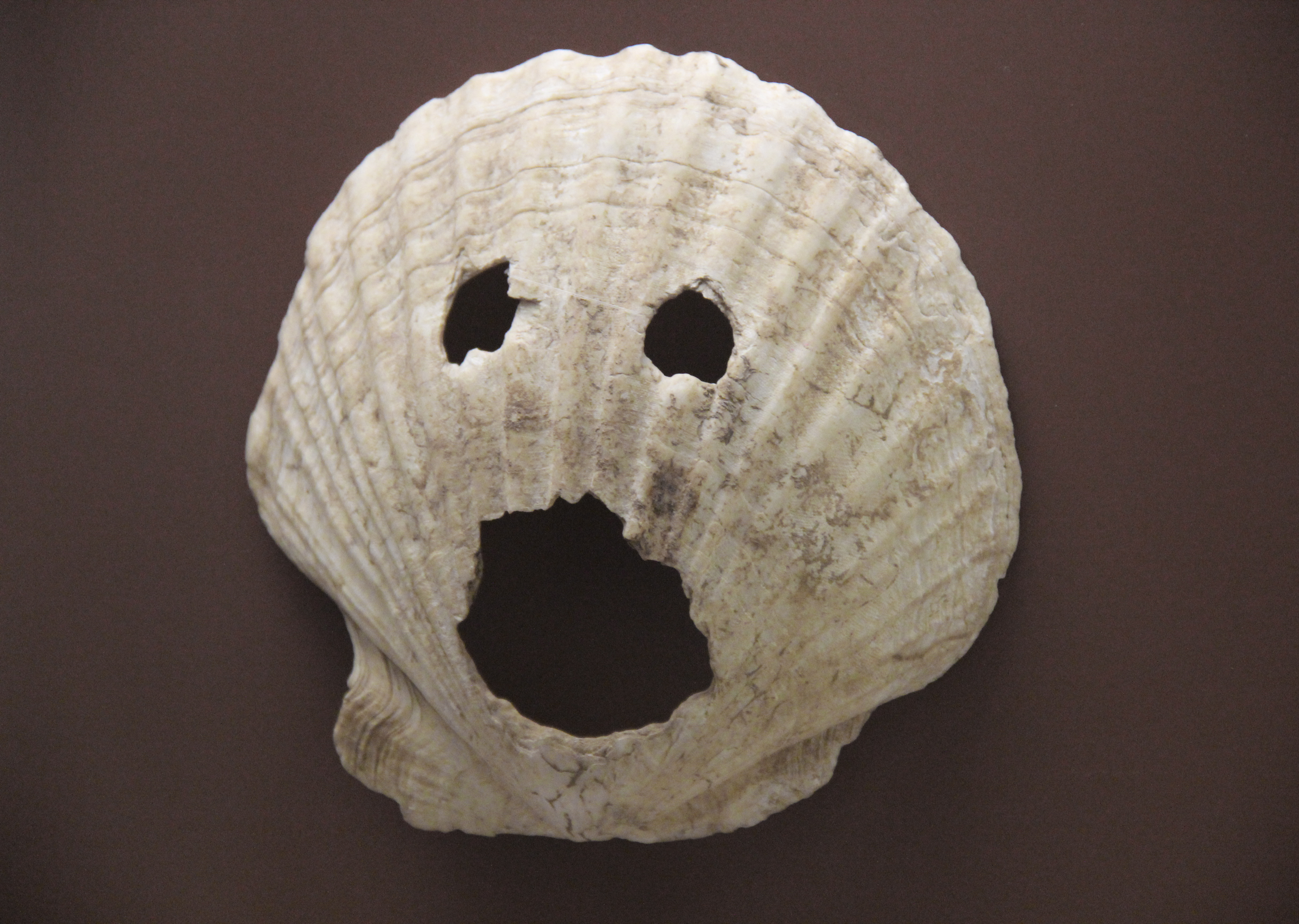
Masque. Coquille. L. 10.7 cm. Amas coquillier de Dongsam-dong niveau 3. Vers 5000 AEC.
Musée national de Corée.

### Phase 3: 4000-3000

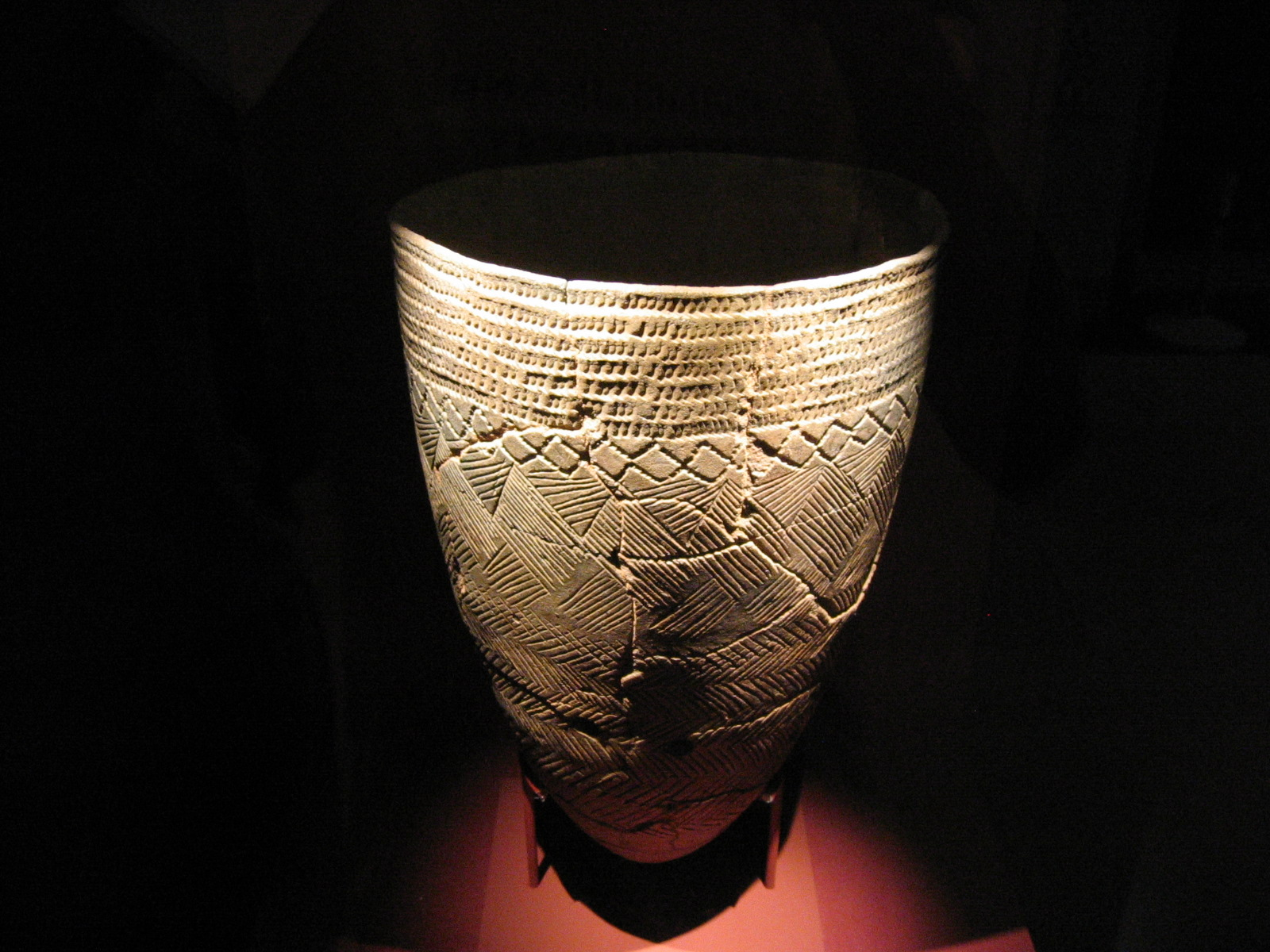
Vase. Terre cuite. Style classique Chŭlmun à décor au peigne. Néolithique moyen. Musée national de Corée

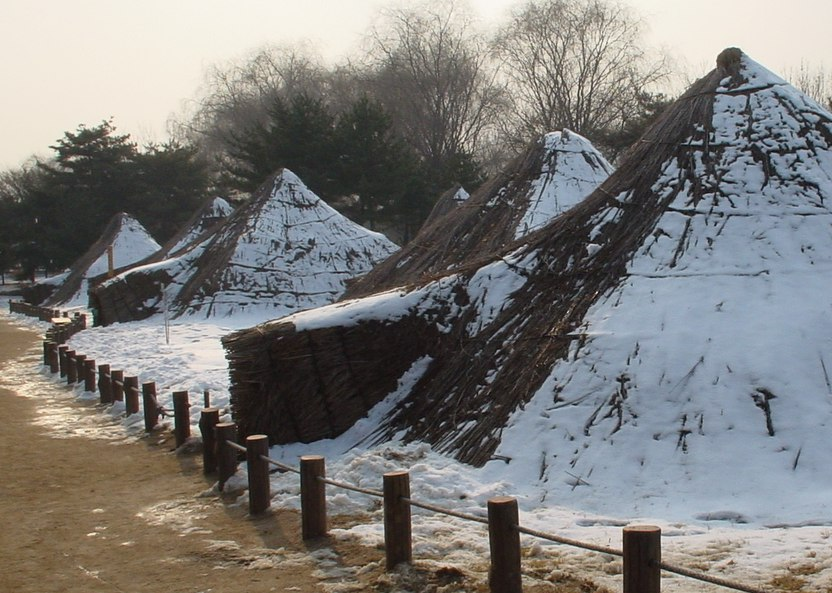
Phase 3 : reconstitution d'un habitat sur le site d'Amsa-dong (30 habitations semi-enterrées)

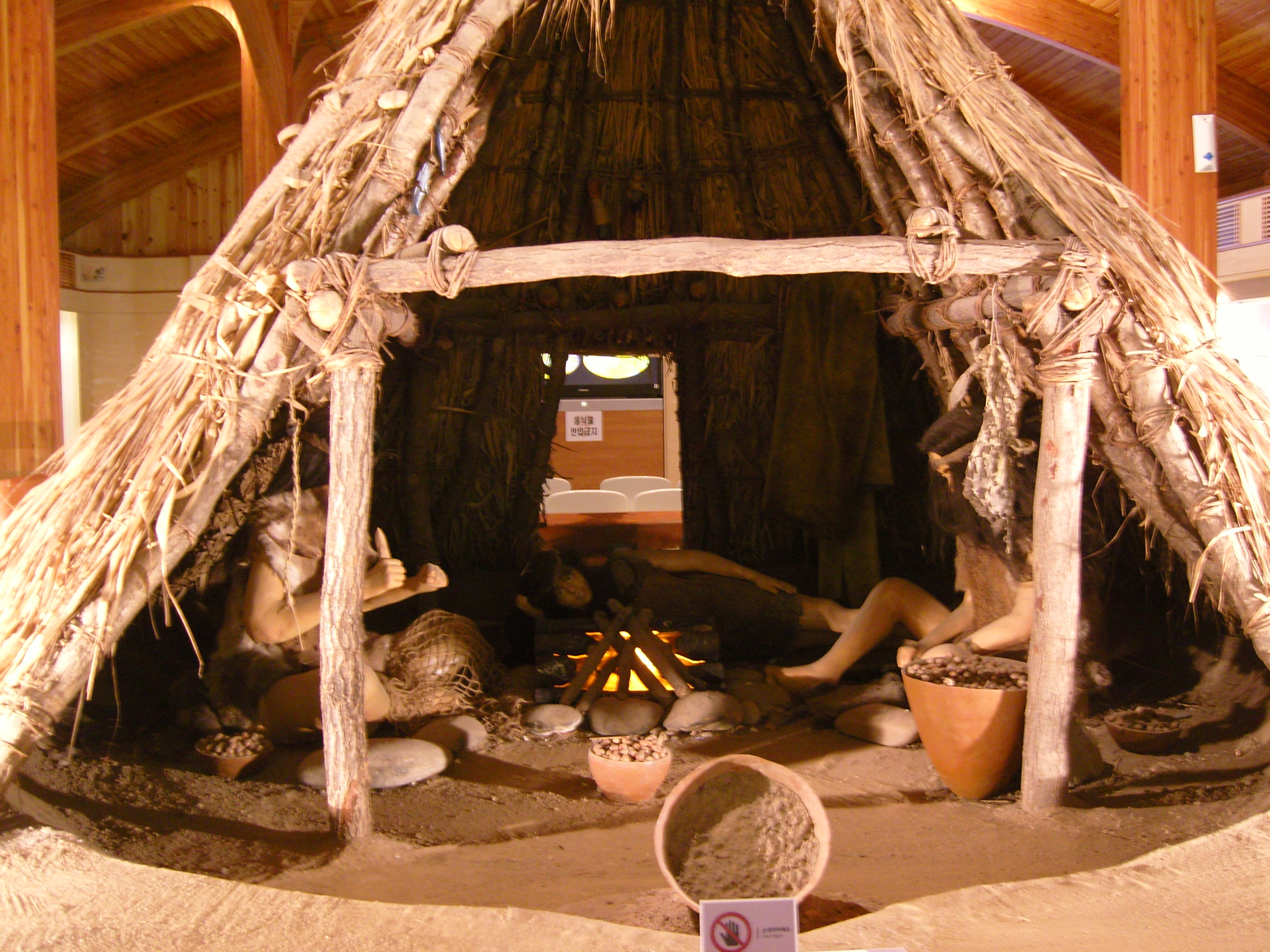
Reconstitution d'une habitation semi-enterrée d'Amsa-dong

C'est la phase d'expansion de la céramique « au peigne » ((en) : comb-patterned pottery) . Ce type est nommé, en coréen, chŭlmun togi ou bitsalmuni togi. Le décor à traits incisés parallèles apparait sur des vases à base plate (Nord-est et Est) et sur des vases à base pointue (Nord-ouest, centre Ouest et Sud). Sur les vases à base pointue du centre Ouest on distingue deux types : celles qui ne montrent qu'un seul motif, et celles qui en montrent plusieurs, comme sur le site d'Amsa-dong. Ce type de poterie se retrouve au nord-est de la Chine mais aussi dans toute l'Eurasie (par exemple, la culture de la céramique au peigne au nord-est de l'Europe néolithique). Les incisions semblent avoir été réalisées au peigne, ou avec des outils de même type donnant, par pression des séries de points, juxtaposé cela donne un effet de ligne. Les décors sont souvent, clairement, des hachures, juxtaposées régulièrement.
Au cours de la phase 4000-3000 d'autres indices de néolithisation apparaissent. La culture du millet est attestée sur plusieurs sites de la période Chŭlmun. On y trouve le millet des oiseaux ( setaria italica ) et le millet commun (panicum miliaceum). Un champ consacré à la culture du riz sur terrain non inondé a même été découvert. Mais le territoire d'alors est peu peuplé et l'investissement dans la mise en valeur des champs, très réduite. Ces deux facteurs expliquent que les petites communautés villageoises qui s'accroissaient un peu, se soient systématiquement fragmentées et dispersées : dès qu'une forme de pouvoir, au-delà des limites de la maisonnée, semble apparaitre, la communauté se disperse. Ainsi aucune hiérarchie sociale n'est apparue au cours de cette très longue période, en Corée.
Les principaux sites connus sont Amsa-dong à Séoul, Sopohang (Rasŏn), Gado (Jeonbuk), Osan-ri (Gangwon), Sejuk-ri (Ulsan) et Dongsam-dong à Busan.

### Phase 4: 3000-2000
Cette période s'étend de  3000 à 2000. Le régime reste basé sur la pêche en mer, la chasse et les fruits de mer comme le montrent les nombreux amas coquilliers. Toutefois, l'agriculture existe et des outils pour l'agriculture en pierre ont été trouvés, ainsi que des restes de plantes carbonisées. Sur un site de la côte sud-est, sur les berges élevées de la rivière Nam (Jinju), des fosses creusées pour la préservation des collectes contiennent, vers 5100–4600 cal AP, des traces de glands, de millet, de soja et d'azuki. On peut parler de Néolithique initial. Les poteries sont décorées par des lignes courbes. 
Le nombre de sites diminue beaucoup et ceux-ci sont moins dispersés. La plupart des sites sont plus petits et le nombre d'habitations est en moyenne inférieur à 5, tandis que les plus importants se limitent à 38 habitations.

### Phase 5: 2000-1500
Le Jeulmun tardif (2000 à 1500) voit une baisse de l'importance de la consommation de fruits de mer et un renforcement des installations à l'intérieur des terres, ce qui rend la population plus dépendante des plantes cultivées. Entre autres techniques, celle-ci se met à pratiquer une agriculture itinérante sur brûlis. Des indices laissent penser que la culture du riz commence à se répandre dans le bassin du fleuve Han. À cette époque, dès le XIVe siècle AEC, il pourrait s'agir de rizières en terrain inondé. En tout cas la culture du riz offre une production importante au cours de la période suivante, celle de la céramique Mumun. C'est le Néolithique coréen final.
Kim Jangsuk avait suggéré que ces groupes de chasseurs-cueilleurs-cultivateurs auraient été repoussés graduellement de leur territoire par une nouvelle population migrant vers le sud, pratiquant une agriculture itinérante plus efficace et porteuse de la culture à poterie Mumun (non décorée) - on entre alors dans la période de la céramique Mumun - ce qui aurait eu pour effet de les couper de leurs terrains de chasse. Mais cette opinion est contestée par une étude récente des poteries Jeulmun tardives, celles-ci témoignent d'une lente évolution interne vers les caractères de la poterie Mumun : dès lors, il n'y a pas à envisager une quelconque « invasion », l'évolution se serait produite localement.

## Avenir de la recherche
Le début de cette période est marqué par l'élévation du niveau de la mer causée par la fin de la dernière période glaciaire : de -8000 à -4000, la mer monte de 30 mètres pour atteindre son niveau actuel et finit de faire de la Corée une péninsule. Un phénomène qui a particulièrement touché les zones de plaine de la mer Jaune et du détroit de Corée. Les établissements côtiers ont donc été progressivement noyés, au fur et à mesure qu'ils reculaient devant la montée des eaux.  Aussi, à l'avenir, le développement souhaité de l'archéologie sous-marine et des techniques de fouille permettra de renouveler radicalement les connaissances de la période Jeulmun.
L'apparition de l'agriculture et de la culture du riz en rizières irriguées, en particulier, a été longtemps imputé à un refroidissement et à une baisse des ressources halieutiques pour des populations croissantes. L'étude des plantes consommées, par flottaison, permet de remarquer que la consommation de glands et de millet, ou d'autres graminées (de type panicoïdes), voire du soja, ont représenté, au moins depuis le Chŭlmun moyen, l'apport essentiel de nourriture, en complément de la pêche et de la collecte de coquillages. La chasse de mammifères étant toujours bien présente. Des stratégies différentiées selon les milieux et leur évolution sont apparues avec une recherche de diversification, plutôt que la réponse à un stress hypothétique (la période de refroidissement est postérieure à cette diversification des ressources alimentaires).